# Berl Katznelson
Berl Katznelson (en hebreu ברל כצנלסון, 25 de gener de 1887, Babruisk, Rússia - 12 d'agost de 1944, Mandat Britànic de Palestina) fou un dels intel·lectuals fundadors del sionisme socialista, instrumental de l'establiment de l'estat d'Israel i editor del Davar, el primer diari del moviment dels treballadors.
Katznelson era fill d'un membre del Hovevei Zion. Va voler sempre establir-se en la seva terra natal jueva ja de ben petit. A Rússia fou bibliotecari en una biblioteca hebrea i ensenyà literatura hebrea i història jueva. Va realitzar l'aliyyà a la Palestina otomana el 1909, on treballà en agricultura i va prendre un paper actiu en l'organització de federacions de treballadors basades en la idea de "treball, vida i aspiracions comunes".
Juntament amb el seu cosí Yitzhak Tabenkin, Katznelson fou un dels pares fundadors del sindicat de treballadors israelians, la Histadrut. També, amb Meïr Rothberg, fundà la cooperativa del consumidor coneguda com a Hamashbir Lazarchan. Ajudà a establir el fons per a malalts Servei de Salut Clalit, un accessori important en la xarxa de medecina socialitzada d'Israel. El 1925, amb Moshe Beilinson, va fundar el diari Davar i en fou el primer editor, un càrrec que ocupà fins a la seva mort, així com el de fundador i primer redactor en cap de l'editorial Am Oved.
Era conegut pel seu desig d'una coexistència pacífica entre àrabs i jueus a Israel. Fou un opositor obert del pla de divisió de Palestina de la Comissió Peel. Declarà:
| « | No desitjo veure la realització del sionisme en la forma del nou estat polonès amb àrabs en la posició dels jueus i els jueus en la posició dels polonesos, la gent governant. Per a mi això seria la completa perversió de l'ideal sionista... La nostra generació ha estat testimoni de la realitat de nacions que aspiren a llur llibertat, que rebutjaren el jou de la subjugació, que s'afanyaren a posar aquest jou sobre l'espatlla d'algú altre. Durant les generacions en què hem estat perseguits i exiliats i massacrats, hem après no només el dolor de l'exili i de la subjugació, sinó també el menyspreu per la tirania. Fou tot allò només un cas de raïm amarg? Estem nodrint ara el somni d'esclaus que desitgen regnar? | » |

## Memòries

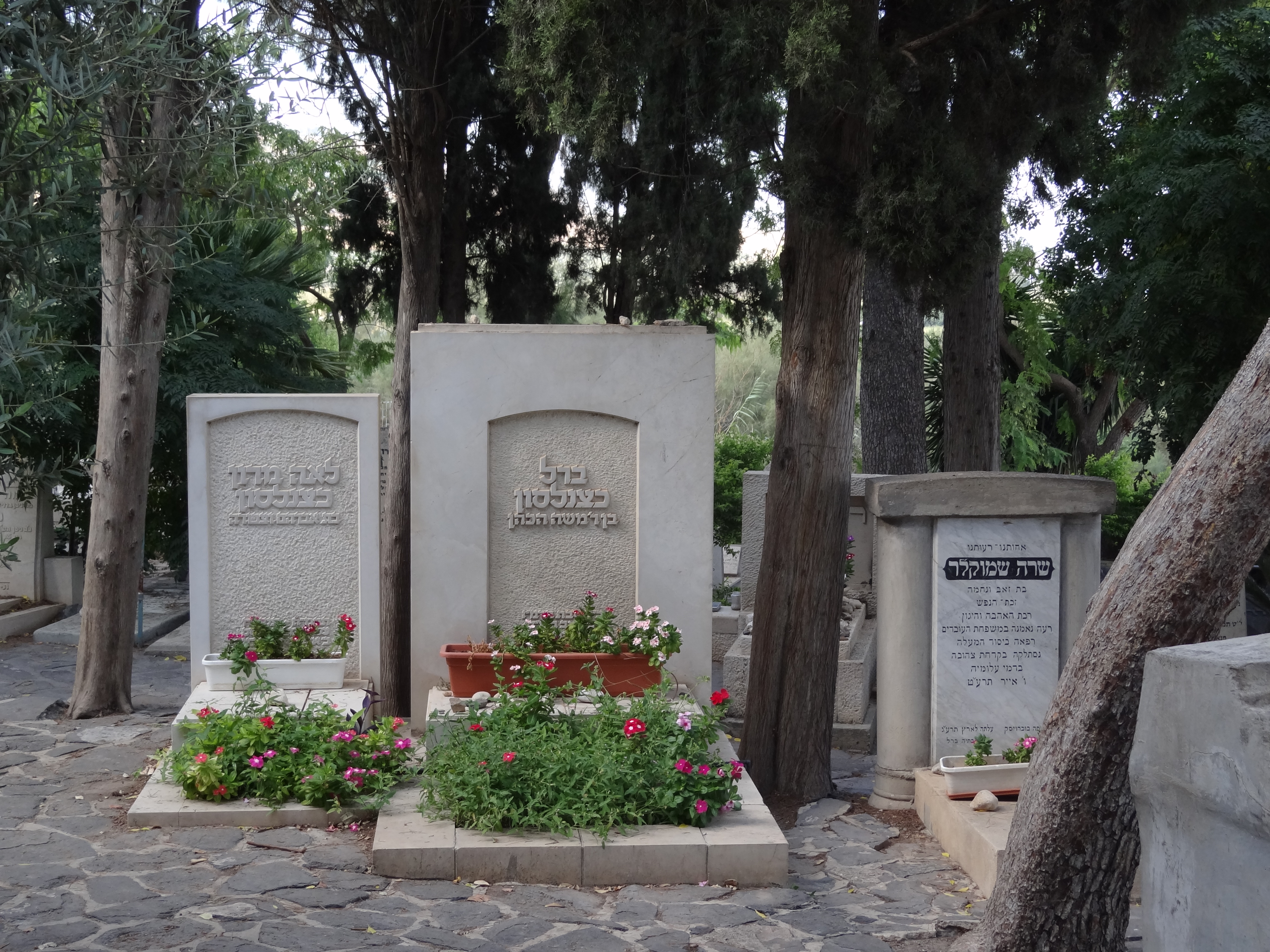
Tomba de Berl Katznelson.

En la seva biografia, Golda Meïr recorda Katznelson com una figura essencial en la vida de la comunitat jueva a Palestina: "Berl no era gens ni mica impressionant físicament. Era baix, amb els cabells despentinats, la roba sempre arrugada. Però el seu encisador somriure li il·luminava la cara, i [ell] veia a través de la gent, així que cap dels que parlaven amb ell l'oblidaven."